# Oxford Co. Ltd
Oxford Co., Ltd. (koreanska: 옥스포드) är en leksakstillverkare i Busan, Sydkorea, som tillverkar byggklossar av ABS-plast.

## Historik
Företaget grundades 1961 under namnet Dongjin Ind. Corp.. Under sjuttiotalet startades ett antal dotterbolag som skötte marknadsföring och försäljning. 1984 startades PAPA toy Industrial Corporation, som 1992 bytte namn till Oxford co., ltd.
I mitten av nittiotalet började Oxford tillverka byggklossar av standardstorlek. Försäljningen ökade snabbt, och två nya fabriker byggdes för att möta den ökade efterfrågan.
2004 tilldelades företaget licens att tillverka byggklossar baserade på Disney. 2008 fick de licens att tillverka byggklossar med Hello Kitty.
- 1961 - Dongjin Ind. Corp. grundas.
- 1971 - Daegoo Lucky toy corp bildas(säljbolag)
- 1972 - Busan Lucky toy corp bildas (säljbolag)
- 1978 - Busan Kookje toy corp bildas(säljbolag)
- 1984 - PAPA toy Ind. Corp. bildas (tillverkningsbolag)
- 1992 - PAPA byter namn till Oxford co. ltd
- 1992 - Tillverkning av stora byggklossar inleds
- 1995 - Produktion av byggklossar i standardstorlek
- 2001 - Produktion av extra stora byggklossar för små barn
- 2004 - Tilldelas licens att tillverka och marknadsföra byggklossar på Disney-teman i Asien
- 2006 - Tillverkning i Kina inleds
- 2008 - Tilldelas licens att tillverka och marknadsföra byggklossar på Disney-teman i Asien
- 2010 - Inleder ett partnerskap med HASBRO i USA
- 2010 - Bolaget ombildas och får det nuvarande namnet Oxfordtoy Co. Ltd

## Byggklossar
Företagets små byggklossar är kompatibla med andra tillverkare, som Lego, MegaBlocks och COBI. Oxford tillverkar också byggklossar i större storlekar för mindre barn. De har licens att tillverka byggklossar på teman från Disney, Hello Kitty, Robocar Poli och Pororo.

## Kopior
Oxfords byggsatser kopieras i stor utsträckning av kinesiska leksaksföretag som Sluban och Woma.

## Teman
Oxford baserar ofta sina militära byggsatser på existerande militärfordon, som Humvee och K30 Biho.
Företaget tillverkar leksaker på flera teman, till exempel:
- Militär
- Transport
- Stad
- Barndkår
- Polis

De tillverkar också byggsatser baserade på historiska händelser:
- Koreas tre kungariken
- Gwanggaeto den store